# Gyrinus paykulli
Gyrinus (Gyrinus) paykulli – gatunek wodnego chrząszcza z rodziny krętakowatych i podrodziny Gyrininae.

## Taksonomia
Gatunek został opisany w 1927 roku przez Georga Hermanna Alexandera Ochsa i nazwany na cześć Gustafa von Paykulla.

## Opis
Ciało długości od 5,5 do 7,8 mm w zarysie silnie wydłużone. Przedplecze błyszczące o szerokim obrzeżeniu i bruzdzie przedniej lekko wygiętej łukowato. Pokrywy błyszczące, o wyraźnych punktach, mikrorzeźbie z nakłuć I rzędu, a wierzchołku łagodnie łukowatym z zaokrąglonym kątem zewnętrznym. Podgięcia przedplecza i pokryw, śródpiersie oraz analny sternit zawsze barwy rdzawożółtej. Sternit analny łopatowaty i na wierzchołku ścięty.

## Rozprzestrzenienie
Gatunek palearktyczny. W Europie wykazany został z Austrii, Białorusi, Belgii, Bośni i Hercegowiny, Bułgarii, Chorwacji, Czech, Danii, Estonii, Finlandii, Francji, Grecji, Holandii, byłej Jugosławii, Niemiec, Norwegii, Polski, Rosji, Słowacji, Słowenii, Szwecji, Szwajcarii, Węgier, Wielkiej Brytanii i Włoch. Ponadto występuje w Azji zachodniej i środkowej. W Polsce rzadki gatunek nizinny, częściej spotykany na północy kraju.